# Рајли (Индијана)
Рајли (енгл. Riley) град је у америчкој савезној држави Индијана.

## Демографија
По попису из 2010. године број становника је 221, што је 61 (38,1%) становника више него 2000. године.
| Група             | 2000.       | 2010.       |
| Белци             | 159 (99,4%) | 215 (97,3%) |
| Афроамериканци    | 0 (0,0%)    | 1 (0,5%)    |
| Азијати           | 0 (0,0%)    | 0 (0,0%)    |
| Хиспаноамериканци | 0 (0,0%)    | 1 (0,5%)    |
| Укупно            | 160         | 221         |